# Cruscotto

Collocazione del cruscotto (in marrone e rosso)

Il cruscotto è la paratia cieca che delimita anteriormente l'abitacolo, posizionata al disotto del parabrezza di un autoveicolo. Negli ultimi anni, data la presenza nel cruscotto del quadro strumenti e vari comandi, viene anche utilizzato il termine di derivazione nautica "plancia" per indicarne la parte superiore.

## Origine

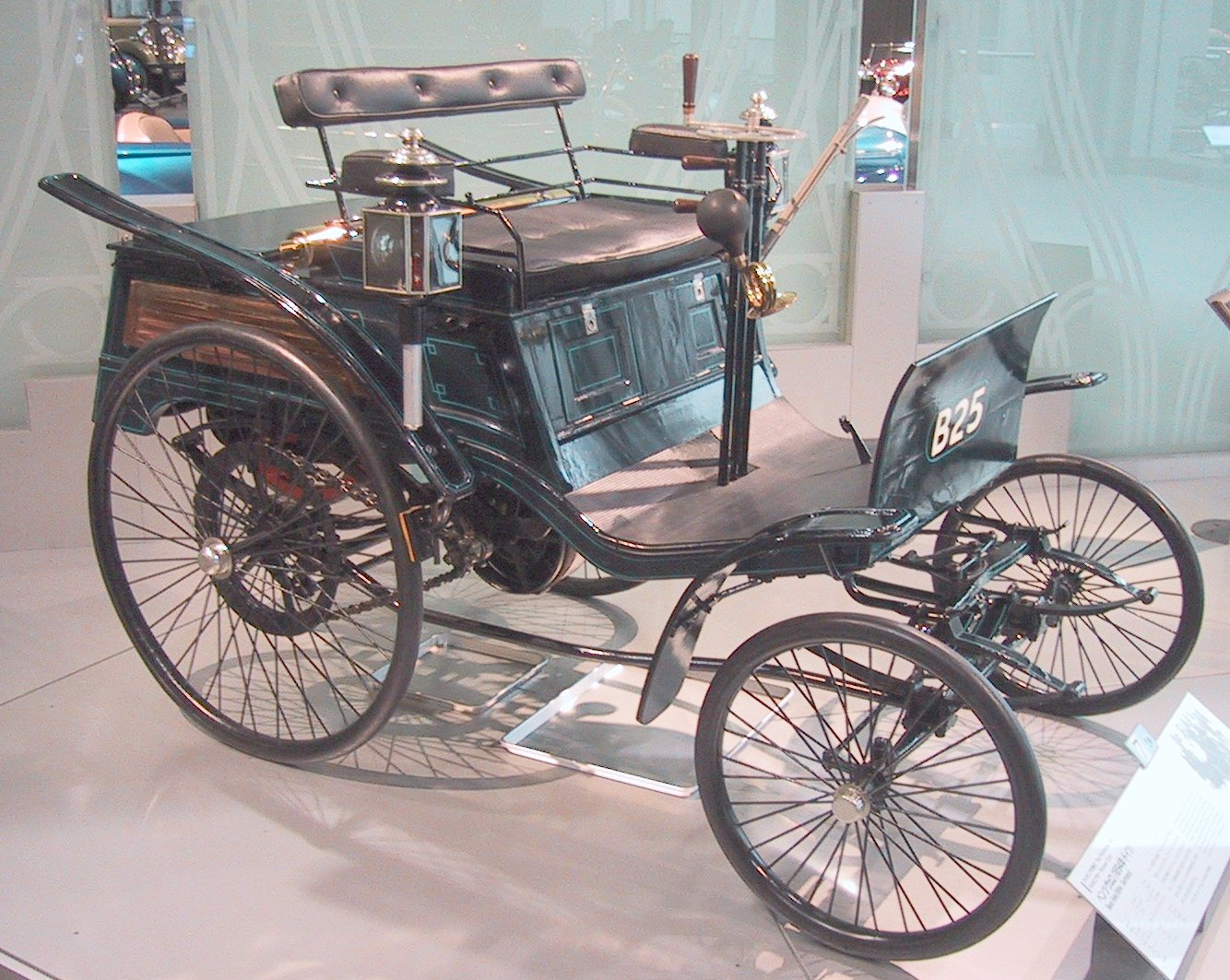
La Benz Velò del 1894

Originariamente, il termine cruscotto veniva usato per definire la paratia anteriore (in cuoio, legno o lamiera) di una carrozza o di un carro, installata per proteggere il cocchiere dal fango e dai detriti alzati dagli zoccoli dei cavalli.
La paratia era normalmente utilizzata come contenitore o supporto di fissaggio per i sacchetti contenenti la crusca, quale alimento per gli equini; da cui la discendenza, per affissazione, di "cruscotto".
L'uso del termine cruscotto anche per le automobili, cominciò a diffondersi tra gli operai della Fiat, nel primo decennio del XX secolo, i quali trovavano difficoltoso pronunciare lo specifico termine tedesco Armaturenbrett, inizialmente adottato dai tecnici dell'azienda torinese.

## Significato moderno

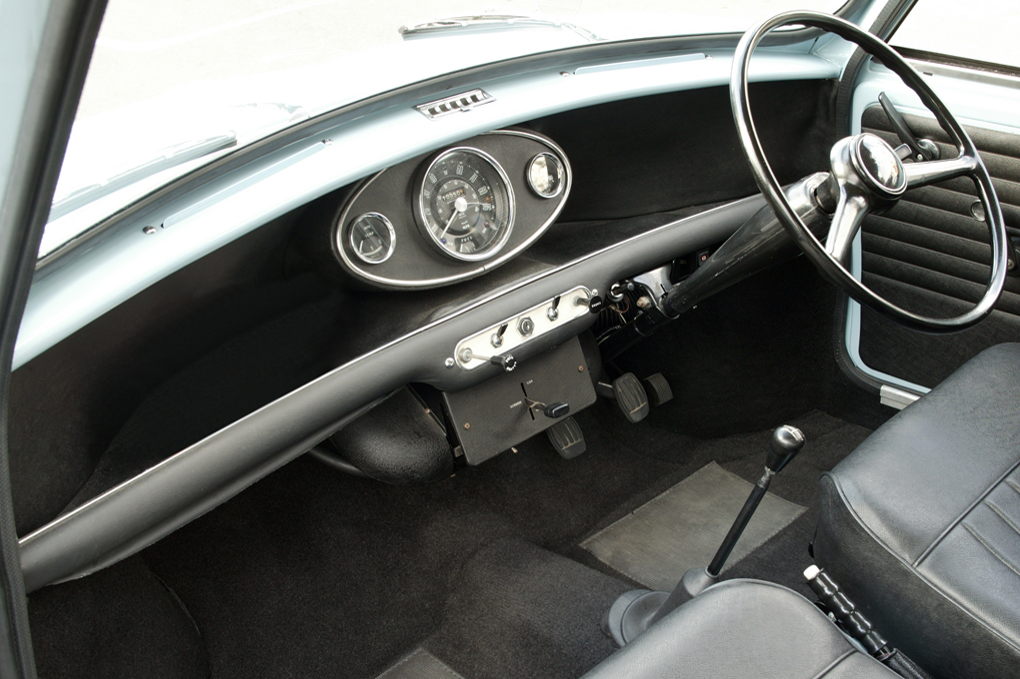
Il cruscotto della Mini

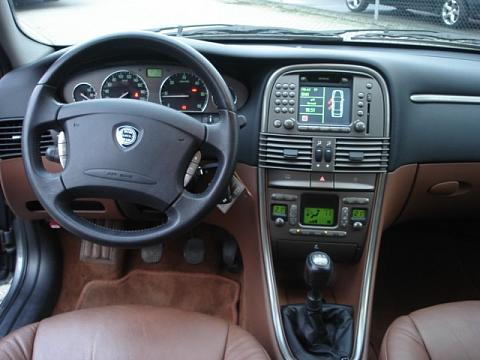
Il cruscotto della Lancia Lybra

Nel linguaggio moderno, per cruscotto si intende la struttura di una automobile, posta inferiormente al parabrezza, che separa l'abitacolo dal vano motore o dal vano bagagli anteriore.
Alla parte superiore del cruscotto, detta anche plancia, vengono normalmente fissati i pannelli di finitura, il quadro strumenti, le pulsantiere, i cursori di regolazione, le bocchette di aerazione, gli airbag, il posacenere, l'autoradio, il navigatore satellitare oltre ad uno o più vani portaoggetti.
La parte inferiore funge da ancoraggio o supporto per i comandi a pedale (acceleratore, frizione e freno) e per il piantone dello sterzo.
Per la sua funzione di alloggio della strumentazione di bordo, a volte, viene impropriamente definito "cruscotto" il quadro strumenti dei veicoli.

## Sicurezza
Essendo una delle parti maggiormente pericolose, in caso di impatto violento del veicolo, il cruscotto viene costruito con accorgimenti ed imbottiture atte a diminuire gli effetti dell'urto per gli occupanti.
Lo studio per realizzare cruscotti imbottiti sulle automobili di serie venne iniziato alla Ford da Robert McNamara nel 1956 con il programma safeguard, verso il quale gli acquirenti dimostrarono, inizialmente, una scarsa attenzione. Precursore di questo accorgimento fu nel 1947 Preston Tucker con la sua Torpedo, vettura della quale però non venne mai avviata la produzione in serie.
A partire dagli anni settanta tutte le case automobilistiche hanno introdotto continui miglioramenti per aumentare il livello di sicurezza dei cruscotti.